# Comte AC-1
El Comte AC-1 fue un avión de caza suizo monoplano monoplaza de los años 20 del siglo xx, producido por la Flugzeugbau A. Comte.

## Diseño y desarrollo
La compañía suiza Flugzeugbau A. Comte fue fundada a principios de los años 20 para construir diseños de aeronaves alemanas bajo licencia. El primer diseño original de la compañía fue el Comte AC-1, desarrollado para cubrir un requerimiento de la Fuerza Aérea Suiza de un caza monoplaza.
El AC-1 era un monoplano de ala alta arriostrada por soportes con tren de aterrizaje fijo de patín de cola. Estaba construido de metal, con el ala y las superficies de cola recubiertas de tela. La planta motriz era un motor radial Bristol Jupiter IX fabricado bajo licencia por Gnome et Rhône que impulsaba una hélice bipala de paso fijo.
El prototipo del AC-1 voló por primera vez en 1927. Las pruebas y evaluaciones no resultaron en ningún encargo (se prefirió al Dewoitine D.27), pero el prototipo fue comprado por la Fliegertrupppe suiza. El prototipo fue la única unidad construida de este modelo.

## Historia operacional
El aparato fue comprado por la Fliegertrupppe suiza y más tarde su ala fue sustituida por la de un Dewoitine D.9. Con la nueva ala, el avión fue usado para establecer un récord suizo de altitud el 19 de noviembre de 1928, con 10 400 m (34 120 pies).

## Operadores
Suiza
- Fuerza Aérea Suiza

## Especificaciones

### Características generales
- Tripulación: Uno (piloto)
- Longitud: 7,1 m (23,4 ft)
- Envergadura: 12 m (39,4 ft)
- Altura: 3,1 m (10,2 ft)
- Superficie alar: 24 m² (258,3 ft²)
- Peso vacío: 920 kg (2027,7 lb)
- Peso máximo al despegue: 1320 kg (2909,3 lb)
- Planta motriz: 1× motor radial de 9 cilindros refrigerado por aire Gnome et Rhône 9A Jupiter IX.
  - Potencia: 313 kW (432 HP; 426 CV)
- Hélices: Bipala de paso fijo

### Rendimiento
- Velocidad máxima operativa (Vno): 245 km/h (152 MPH; 132 kt)
- Alcance: 450 km (243 nmi; 280 mi)

### Armamento
- Ametralladoras: 

  - 2 de tiro frontal (previsto)

## Aeronaves relacionadas

### Secuencias de designación
- Secuencia AC-_ (interna de Comte): AC-1 - AC-3 - AC-4 - AC-8 →